# Teodorovac
Teodorovac – wieś w Chorwacji, w żupanii osijecko-barańskiej, w gminie Đurđenovac. W 2011 roku liczyła 77 mieszkańców.